# Crassitegula
Crassitegula, rod crvenih algi iz porodice Sebdeniaceae, dio reda, točnije jedina u redu Sebdeniales. Postoje tri priznate vrste, sve su morske; Lord Howe i Beremuda)

## Vrste
1. Crassitegula imitans G.W.Saunders & Kraft
2. Crassitegula laciniata C.W.Schneider, Popolizio & C.E.Lane
3. Crassitegula walsinghamii C.W.Schneider, C.E.Lane & G.W.Saunders - tip